# Pseudococcus aridorum
Pseudococcus aridorum är en insektsart som beskrevs av Karl Hermann Leonhard Lindinger 1911. Pseudococcus aridorum ingår i släktet Pseudococcus och familjen ullsköldlöss. Inga underarter finns listade i Catalogue of Life.